# Лайська (селище залізничної станції)
Лайська (рос. Лайская) — залізнична станція в Приморському районі Архангельської області Російської Федерації.
Населення становить 2 особи. Входить до складу муніципального утворення Приморське поселення.

## Історія
Від 2004 року входить до складу муніципального утворення Приморське поселення.

## Населення
| 2002 | 2010 | 2012 |
| ---- | ---- | ---- |
| 0    | →0   | ↗2   |